# 平神谷作
平神谷作（たいら かみやさく）は、福島県いわき市の大字である。郵便番号は970-0228。

## 地理
いわき市中央部の平地区に属し、地区内東部に位置する。北で平下高久、東から南にかけて平沼ノ内、西で平上山口、平鶴ケ井とそれぞれ隣接する。概ね町村制施行以前の磐前郡神谷作村の流れを汲む地域であり、1979年に西部が平鶴ケ井として分離された。現在は二級水系弁天川左岸支流の流域となる山あいの地域を範囲とする。内郷御厩町に所在するいわき中央警察署及び平字正内町に所在する平消防署がそれぞれ管轄にあたる。

### 主な字
字
- 古屋敷
- 原前
- 細谷

- 腰巻
- 白穴
- 内田

- 神ノ前
- 堂前
- 中原

## 河川
- 滑津川 - 東端にて河川敷がかすめる。

## 歴史
- 1879年1月27日 - 平藩領神谷作村が福島県内における郡区町村制の施行により磐前郡の村となる[4]。
- 1889年4月1日 - 町村制の施行により神谷作村が上山口村、下山口村、下高久村と合併し、磐前郡高久村が発足する。旧神谷作村域は高久村の大字となる[4]。
- 1896年4月1日 - 磐前郡と周辺郡との合併により石城郡が発足し、石城郡高久村となる[4]。
- 1954年10月1日 - 高久村が平市と合併し、平市の大字となる[4]。
- 1966年10月1日 - 平市が磐城市・常磐市・内郷市・勿来市、石城郡小川町・遠野町・四倉町・川前村・田人村・好間村・三和村、双葉郡久之浜町・大久村と合併しいわき市となり、いわき市平地区の大字となる[4]。
- 1979年 - 西側の一部が平鶴ケ井として分離される[4]。

## 世帯数と人口
2023年10月31日現在の世帯数と人口は以下の通りである。
| 大字     | 世帯数 | 人口  |
| -------- | ------ | ----- |
| 平神谷作 | 83世帯 | 236人 |

## 小・中学校の学区
市立小・中学校に通う場合、学区は以下の通りとなる。
| 番地 | 小学校               | 中学校               |
| ---- | -------------------- | -------------------- |
| 全域 | いわき市立高久小学校 | いわき市立藤間中学校 |

## 交通

### 道路
- 二級市道西原菅谷線

## 施設
- 鹿島神社
- 塩屋崎カントリークラブ - 一部のホールが地区内にかかる。